# Emily Gielnik
Emily Gielnik (* 13. Mai 1992 in St. Albans) ist eine australische Fußballspielerin mit kroatischen Wurzeln und seit 2012 Nationalspielerin Australiens.

## Karriere

### Vereine
Gielnik begann bei Redlands United mit dem Fußballspielen, bevor sie 17-jährig vom Erstligisten Brisbane Roar verpflichtet wurde. Mit dem Verein, dem sie mit Unterbrechungen bis 2018 angehörte, gewann sie 2011 die Meisterschaft.
Von April bis September 2012 spielte sie für den Liverpool FC Women. In der FA Women’s Super League bestritt sie zwölf Punktspiele, in denen ihr ein Tor gelang.
Im Oktober nach Brisbane zurückgekehrt, kam sie bis Mai 2013 erneut für ihren ersten Verein im Seniorenbereich in der fünften Saison nach Einführung der Liga im Jahr 2008 zum Einsatz, bevor sie für zwei Monate zum kanadischen Zweitligisten Ottawa Fury wechselte.
Erneut nach Brisbane zurückgekehrte, währte ihre Verweildauer bei ihrem Verein nunmehr drei Spielzeiten lang, bevor sie für zwei Monate für die Frauenfußballabteilung der Urawa Red Diamonds spielte.
Von November 2016 bis März 2017 spielte sie abermals für Brisbane Roar, bevor sie vom 17. April bis 4. November 2017 für den Avaldsnes IL in der Toppserien, der höchsten Spielklasse im norwegischen Frauenfußball, in 19 Punktspielen zum Einsatz kam, in denen sie acht Tore erzielte. Nach dem zweiten Platz in der Meisterschaft gewann sie mit dem Verein den Vereinspokal.
Nach dem Saisonende in Norwegen spielte sie erneut für Brisbane Roar, mit dem sie die Reguläre Saison 2017/18 als Erstplatzierter abschloss, im Meisterschaftsturnier, das von den vier erstplatzierten Mannschaften im Halbfinale ausgetragen wird, jedoch dem späteren Meister Melbourne City FC mit 0:2 unterlag.
Zur Saison 2018/19 wechselte sie zum Ligakonkurrenten Melbourne Victory, für den sie alle zwölf Punktspiele bestritt, vier Tore erzielte und die Reguläre Saison mit ihrer Mannschaft als Erstplatzierter abschloss. Im Meisterschaftsturnier, das von den vier erstplatzierten Mannschaften im Halbfinale ausgetragen wurde, unterlag sie Perth Glory mit 2:4.
Zur Saison 2019/20 wurde sie vom FC Bayern München verpflichtet. Sie wurde mit einem bis zum 30. Juni 2020 gültigen Vertrag ausgestattet und war damit die erste Australierin des FC Bayern. Ihr Pflichtspieldebüt gab sie am 7. September 2019 im Zweitrundenspiel des DFB-Pokals beim 5:0-Sieg über Eintracht Frankfurt. In der UEFA Women’s Champions League 2019/20 wurde sie beim 5:0-Sieg im Achtelfinale beim kasachischen Meister BIIK Kazygurt eingesetzt und erzielte das Tor zum 4:0-Zwischenstand.
Vom 29. Juli bis 7. November 2020 war sie in 15 Punktspielen für den schwedischen Verein Vittsjö GIK in der Damallsvenskan aktiv. Sie konnte daher nicht bei der wegen der COVID-19-Pandemie in den August verschobenen Finalrunde der Champions League eingesetzt werden. Zur Saison 2021 unterschrieb Gielnik einen Vertrag bei Brisbane Roar und kehrt damit wieder zurück in ihre Heimat.
Am 2. September 2021 erhielt sie einen Vertrag bei Aston Villa WFC. Nach 24 Punktspielen in der FA Women’s National League, in denen sie drei Tore erzielte, kehrte sie ablösefrei zu Melbourne Victory zurück, wo ihre Verpflichtung am 22. September 2023 auf der Website bekanntgegeben wurde. Seit der Saison 2025/26 (Apertura) ist sie Vertragsspielerin des mexikanischen Erstligisten CF Monterrey; sie wurde zum Saisonstart am 12. Juli 2025 bei der 0:4-Niederlage im Auswärtsspiel gegen die Frauenfußballmannschaft von UNAM Pumas bereits berücksichtigt.

### Nationalmannschaft
Nachdem sie im Oktober 2011 in der U19-Nationalmannschaft beim 3:1-Sieg über die U19-Nationalmannschaft Vietnams debütiert und innerhalb von 13 Minuten alle drei Tore erzielt hatte, kam sie am 11. Juli 2012 erstmals in der A-Nationalmannschaft zum Einsatz, die in Tokio, beim 3:0-Sieg über die Nationalmannschaft Japans, siegte.
Mit der Nationalmannschaft nahm sie ferner an der vom 6. bis 20. April 2018 in Jordanien ausgetragenen Asienmeisterschaft teil. Als Sieger aus der Gruppe B hervorgegangen und mit dem 3:1-Sieg im Elfmeterschießen über die Nationalmannschaft Thailands ins Finale gelangt, unterlag sie in diesem mit 0:1 der Nationalmannschaft Japans.
2019 nahm sie an der vom 7. Juni bis 7. Juli in Frankreich ausgetragenen Weltmeisterschaft teil, bestritt das zweite und dritte Spiel der Gruppe C, sowie das erst mit 1:4 im Elfmeterschießen gegen die Nationalmannschaft Norwegens verlorene Achtelfinale. Beim Stand von 2:0 verschoss sie als zweite Spielerin Australiens ihren Elfmeter.
In der erfolgreich absolvierten Qualifikation für die Olympischen Spiele 2020 hatte sie drei Kurz-Einsätze von insgesamt 84 Minuten. Für das vom 21. Juli bis 7. August 2021 in Japan stattgefundene olympische Fußballturnier wurde sie für den Nationalmannschaftskader nominiert. Bei den Spielen wurde sie sechsmal eingewechselt und kam auf 72 Einsatzminuten. Beim mit 3:4 verlorenen Spiel gegen die USA um die Bronzemedaille erzielte sie in der Schlussminute das letzte Tor des Spiels. Der vierte Platz ist die bisher beste Platzierung der Matildas bei einem großen interkontinentalen Turnier.
Im Januar 2022 wurde sie für die Asienmeisterschaft in Indien nominiert. Beim Turnier wurde sie im dritten Gruppenspiel für die Schlussviertelstunde und im Viertelfinale gegen Südkorea beim Stand von 0:1 in der Schlussminute eingewechselt, konnte dem Spiel aber auch keine Wende mehr geben, so dass die Australierinnen ausschieden.

## Erfolge
- Finalistin der Asienmeisterschaft 2018
- Nationenturnier-Siegerin 2017, -Finalistin 2018
- Australische Meisterin 2011
- Zweite der Norwegischen Meisterschaft 2017
- Norwegische Pokal-Siegerin 2017

## Sonstiges
Seit August 2023 ist Gielnik mit Temica Sayer verheiratet.